# Ooh Baby (You Know That I Love You)
«Ooh Baby (You Know That I Love You)» es una canción del músico británico George Harrison, publicada en el álbum de estudio Extra Texture (Read All About It). Fue la primera de dos composiciones en las que Harrison rindió tributo al cantante estadounidense Smokey Robinson, en este caso como acompañamiento de la canción de The Miracles «Ooh Baby Baby». Harrison identificó a menudo a Robinson como uno de sus cantantes y compositores favoritos, y la inclusión de la canción en Extra Texture contribuyó a incluir un sonido soul al álbum. La imitación de las artes vocales de Robinson, incluyendo porciones cantadas en falsete, contrastó con la voz afectada por la laringitis presente en su anterior trabajo, Dark Horse.
Harrison grabó «Ooh Baby» en los A&M Studios de Los Ángeles con el respaldo de músicos como Jesse Ed Davis y Gary Wright, además de con una sección de vientos formada por Tom Scott y Chuck Findley. La atmósfera sombría de la canción llevó a una gran parte de la crítica a desestimar la canción en favor de «Pure Smokey», el segundo tema tributo a Robinson, publicado en su posterior álbum, Thirty Three & 1/3.

## Personal
- George Harrison: voz y guitarra eléctrica
- Jesse Ed Davis: guitarra eléctrica
- Gary Wright: piano eléctrico
- Klaus Voormann: bajo
- Jim Keltner: batería
- Tom Scott: saxofón y arreglos
- Chuck Findley: trompeta y trombón